# Mishima: A Life in Four Chapters
Mishima: A Life in Four Chapters é um filme de 1985 dirigido por Paul Schrader e escrito por Paul e pelo seu irmão Leonard Schrader. É baseado na vida e ficção do autor japonês Yukio Mishima. Francis Ford Coppola e George Lucas atuaram como produtores executivos. 
O roteiro mescla dados biográficos do escritor japonês Yukio Mishima com trechos narrativos de seus próprios romances e contos.

## Elenco
- Ken Ogata: Yukio Mishima
- Kenji Sawada: Osamu
- Yasosuke Bando: Mizoguchi
- Toshiyuki Nagashima: Isao

## Produção
Para estrear o filme em 1985, Schrader precisou de dez anos para poder cumprir o desejo de realizar um filme sobre a vida e a obra de Yukio Mishima, ultrapassando várias dificuldades. A primeira era, desde logo, a dificuldade intrínseca ao facto de um americano querer adaptar ao cinema a biografia de um autor japonês reputado pelo seu antiamericanismo. A segunda era a aquisição dos direitos à viúva de Mishima, a qual sempre se recusara, até então, a fazê-lo. 
Para fazer face àquelas dificuldades, Schrader aproveitou o facto de o seu irmão Leonard ser casado com uma japonesa (Chieko Schrader) e deslocou-se até ao país do sol nascente para tentar convencer os japoneses a cederem-lhe os direitos de adaptação ao cinema. Acabou por conseguir esses direitos, com a excepção do romance Cores interditas, o qual faz diretamente alusão à homossexualidade do escritor. De facto, a viúva de Mishima sempre procurou encobrir as tendências sexuais do falecido marido, tentando que esses aspectos da vida privada ficassem ausentes do filme.
O filme organiza-se em quatro capítulos temáticos. Em cada um deles se enreda a biografia do escritor com encenações teatralizadas das suas obras. Dá assim corpo ao enigma-Mishima, ao retrato de um homem na fronteira entre a tradição e a modernidade. Uma vida que tem o seu epílogo no dia do discurso ao exército e do suicídio, apogeu dramático do princípio unificador da pena e da espada, mito original perseguido por Mishima e cuja impossibilidade no tempo presente é a matéria íntima da sua morte demencial e espetacular.

## Controvérsia
Segundo Paul Schrader, só um ocidental poderia ter realizado este filme, pelo motivo que muitos japoneses preferem esquecer que Mishima existiu. De facto, após a sua morte, a extrema-direita japonesa apoderou-se da figura do escritor, fazendo dela o seu herói, o seu símbolo. O próprio governo japonês fez tudo para evitar que Mishima: a Life in four Chapters visse a luz do dia, alegando que um estrangeiro não pode compreender o espírito nipónico.
Assim, este filme nunca teve uma estreia oficial no Japão, não só devido à controvérsia sobre a própria figura de Mishima, mas também devido à vontade da sua família. Contudo, foi diversas vezes apresentado na TV japonesa (embora com a cena do bar gay cortada) e é permitida legalmente a importação do DVD.

## Prémios e indicações

### Prémios
Festival de Cannes
- Prémio para o contributo artístico (John Bailey, Eiko Ishioka e Philip Glass): 1985

### Indicações
Festival de Cannes
- Palma de Ouro (melhor filme): 1985